# Episodi di Mystery! (quarta stagione)
La quarta stagione della serie televisiva Mystery! è stata trasmessa in anteprima negli Stati Uniti d'America dalla Public Broadcasting Service tra il 19 gennaio 1984 e il 24 maggio 1984.
| nº | Titolo originale                                     | Titolo italiano | Prima TV USA     | Prima TV Italia |
| -- | ---------------------------------------------------- | --------------- | ---------------- | --------------- |
| 1  | Reilly, Ace of Spies: An Affair with a Married Woman |                 | 19 gennaio 1984  |                 |
| 2  | Reilly, Ace of Spies: Prelude to War                 |                 | 26 gennaio 1984  |                 |
| 3  | Reilly, Ace of Spies: The Visiting Fireman           |                 | 2 febbraio 1984  |                 |
| 4  | Reilly, Ace of Spies: Anna                           |                 | 9 febbraio 1984  |                 |
| 5  | Reilly, Ace of Spies: Dreadnoughts and Crosses       |                 | 16 febbraio 1984 |                 |
| 6  | Reilly, Ace of Spies: Dreadnoughts and Doublecrosses |                 | 23 febbraio 1984 |                 |
| 7  | Reilly, Ace of Spies: Gambit                         |                 | 1º marzo 1984    |                 |
| 8  | Reilly, Ace of Spies: Endgame                        |                 | 8 marzo 1984     |                 |
| 9  | Reilly, Ace of Spies: After Moscow                   |                 | 15 marzo 1984    |                 |
| 10 | Reilly, Ace of Spies: The Trust                      |                 | 22 marzo 1984    |                 |
| 11 | Reilly, Ace of Spies: The Last Journey               |                 | 29 marzo 1984    |                 |
| 12 | Reilly, Ace of Spies: Shutdown                       |                 | 5 aprile 1984    |                 |
| 13 | Shades of Darkness: Bewitched                        |                 | 12 aprile 1984   |                 |
| 14 | Shades of Darkness: The Intercessor                  |                 | 19 aprile 1984   |                 |
| 15 | Shades of Darkness: Seaton's Aunt                    |                 | 26 aprile 1984   |                 |
| 16 | Shades of Darkness: The Lady's Maid's Bell           |                 | 3 maggio 1984    |                 |
| 17 | Shades of Darkness: Afterward                        |                 | 10 maggio 1984   |                 |
| 18 | Shades of Darkness: The Maze                         |                 | 17 maggio 1984   |                 |
| 19 | Shades of Darkness: Feet Foremost                    |                 | 24 maggio 1984   |                 |